# 小行星2710
小行星2710（2710 Veverka）是一颗围绕太阳公转的小行星。1982年3月23日，愛德華·鮑威爾在可可尼诺县发现了此天体。
該小行星以美國天文學家約瑟夫·維弗卡命名。
这颗小行星的绝对星等为34.54126220331831等。